# Мера дисперсии
Мера дисперсии (DM) — характеристика среды, определяющая разное время прихода (запаздывание) сигналов на разных частотах (в силу зависимости показателя преломления плазмы от частоты). Мера дисперсии равна полному числу электронов на луче зрения (от объекта до наблюдателя) в столбе сечением 1 см².
{\displaystyle DM=\int \limits _{0}^{L}{n_{e}dl}={\overline {n}}_{e}L},
где {\displaystyle n_{e}} — концентрация электронов в единице объёма, {\displaystyle dl} — элемент длины вдоль луча зрения, {\displaystyle {\overline {n}}_{e}} — среднее значение {\displaystyle n_{e}}, {\displaystyle L} — расстояние до излучающего объекта.
Мера дисперсии употребляется в астрономии при изучении радиопульсаров, поскольку это единственные объекты, для которых меру дисперсии возможно измерить. Единицей измерения меры дисперсии служит пк/см³.
Групповая скорость распространения радиоволны зависит от частоты, как
{\displaystyle v_{g}={\sqrt {1-{\frac {\omega _{p}^{2}}{\omega ^{2}}}}}\,c},
где {\displaystyle \omega } — частота радиоволны, {\displaystyle \omega _{p}} — плазменная частота, {\displaystyle c} — скорость света. Отсюда видно, что скорость распространения длинных волн меньше, чем коротких. Поскольку наблюдения ведутся в некотором конечном диапазоне Δω, то дисперсия мешает изучению тонкой структуры импульсов пульсаров на высоких частотах, а на низких импульсы столь сильно уширяются, что излучение из импульсного превращается в непрерывное.